# Comuna Požarevac
Požarevac este o comună urbană localizată în partea de est a Serbiei (Voivodina), în Districtul Braničevo. Este situată în sudul și estul Serbiei între trei râuri - Dunărea, Velika Morava și Mlava. Comuna cuprinde orașul Požarevac (care are rol de reședință) și alte 26 de așezări.

## Localități componente[2]
| - Bare - Batovac - Beranje - Bradarac - Bratinac - Brežane - Bubušinac - Dragovac - Drmno - Dubravica - Živica - Kasidol - Klenovnik - Kličevac | - Kostolac - Lučica - Maljurevac - Nabrđe - Ostrovo - Petka - Poljana - Požarevac - Prugovo - Rečica - Selo Kostolac - Trnjane - Ćirikovac |